# Difusión ambipolar
La difusión ambipolar es la difusión de especies positivas y negativas con carga eléctrica opuesta debido a su interacción a través de un campo eléctrico. En el caso de los cristales iónicos, los flujos de las especies difusoras se acoplan, mientras que en un plasma las diferentes especies se difunden a la misma velocidad. 

## Difusión en plasmas
En la física del plasma, la difusión ambipolar está estrechamente relacionada con el concepto de cuasineutralidad. En la mayoría de los plasmas, las fuerzas que actúan sobre los iones son diferentes de las que actúan sobre los electrones, por lo que ingenuamente se espera que una especie se transporte más rápido que la otra, ya sea por difusión, por convección o por algún otro proceso. Si tal transporte diferencial tiene una divergencia, entonces resulta en un cambio de la densidad de carga. Esta última, a su vez, creará un campo eléctrico que puede alterar el transporte de una o ambas especies de tal manera que sean iguales. 
El ejemplo más simple es un plasma localizado en un vacío no magnetizado. (Véase fusión por confinamiento inercial.) Tanto los electrones como los iones fluirán hacia afuera con su respectiva velocidad térmica. Si los iones son relativamente fríos, su velocidad térmica será pequeña. La velocidad térmica de los electrones será rápida debido a su alta temperatura y baja masa: {\displaystyle v_{e}\approx {\sqrt {k_{B}T_{e}/m_{e}}}}. A medida que los electrones dejan el volumen inicial, dejarán atrás una densidad de carga positiva de iones, lo que dará como resultado un campo eléctrico dirigido hacia el exterior. Este campo actuará sobre los electrones para reducir su velocidad y sobre los iones para acelerarlos. El resultado neto es que tanto los iones como los electrones fluyen hacia afuera a la velocidad del sonido,  {\displaystyle c_{s}\approx {\sqrt {k_{B}T_{e}/m_{i}}}}, que es mucho más pequeño que la velocidad térmica del electrón, pero generalmente mucho más grande que la velocidad térmica del ion. 
En astrofísica, la «difusión ambipolar» se refiere específicamente al desacoplamiento de las partículas neutras del plasma, por ejemplo, en la etapa inicial de formación de estrellas. Las partículas neutras en este caso son en su mayoría moléculas de hidrógeno en una nube que sufrirían un colapso gravitacional si no estuvieran acopladas por colisión al plasma. El plasma está compuesto de iones (en su mayoría protones) y electrones, que están ligados al campo magnético interestelar y, por lo tanto, resisten el colapso. En una nube molecular donde la ionización fraccionada es muy baja (una parte por millón o menos), las partículas neutras rara vez se encuentran con partículas cargadas, por lo que no se encuentran totalmente obstaculizadas en su colapso (téngase en cuenta que ahora es un colapso dinámico, no una caída libre) en una estrella. 

## Campo eléctrico ambipolar de la Tierra
El campo eléctrico ambipolar de la Tierra es un elemento clave de la teoría sobre un campo eléctrico que rodea el planeta y que, mediante el proceso de difusión ambipolar, infla la ionosfera y genera el viento polar.

## Otras lecturas
- Análisis matemático de la difusión ambipolar - eslabón muerto

- Datos: Q2658857